# Pontiac Firebird
Pontiac Firebird – samochód sportowy typu pony car klasy średniej produkowany pod amerykańską marką Pontiac w latach 1967 – 2002.

## Pierwsza generacja

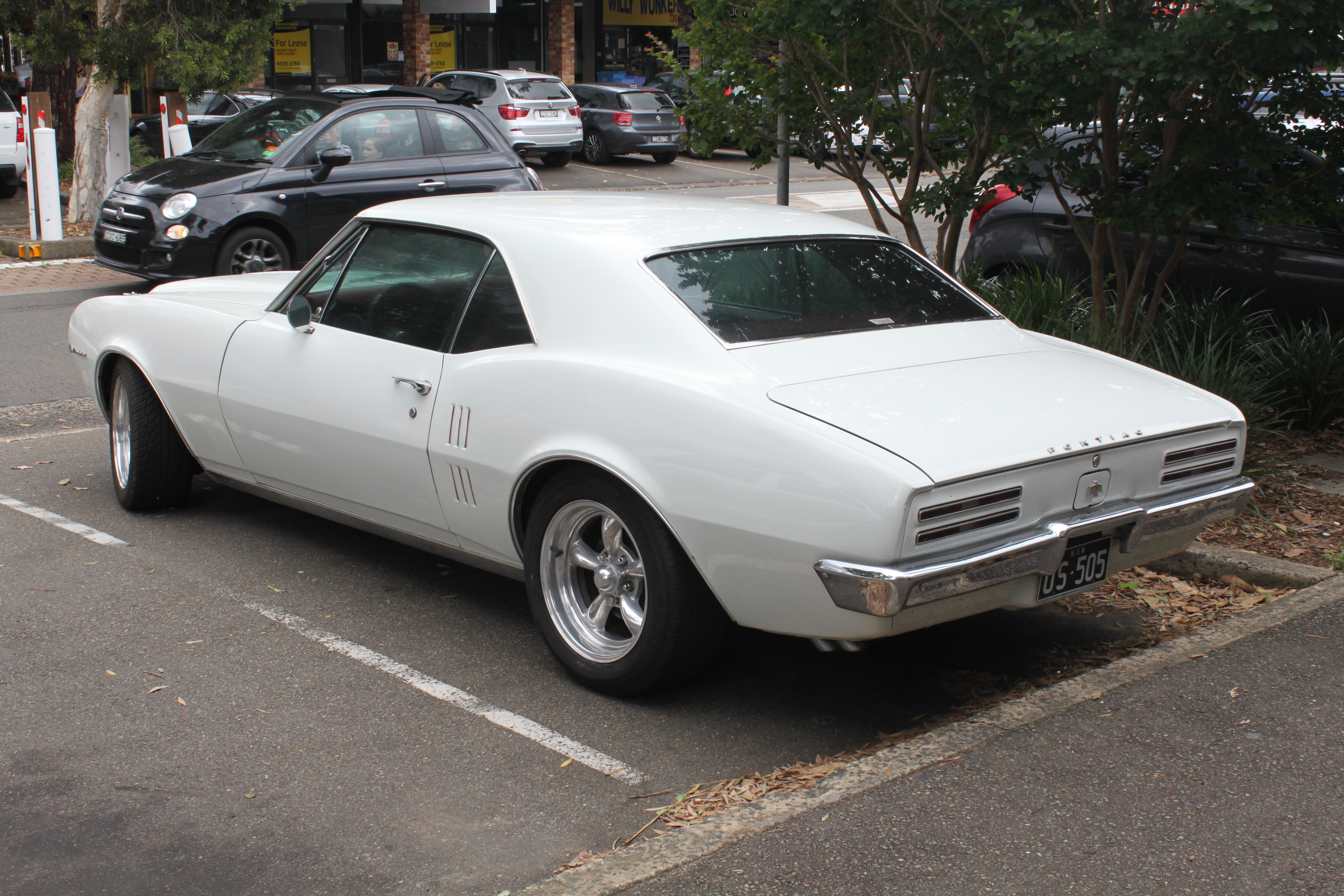
Pontiac Firebird I - tył

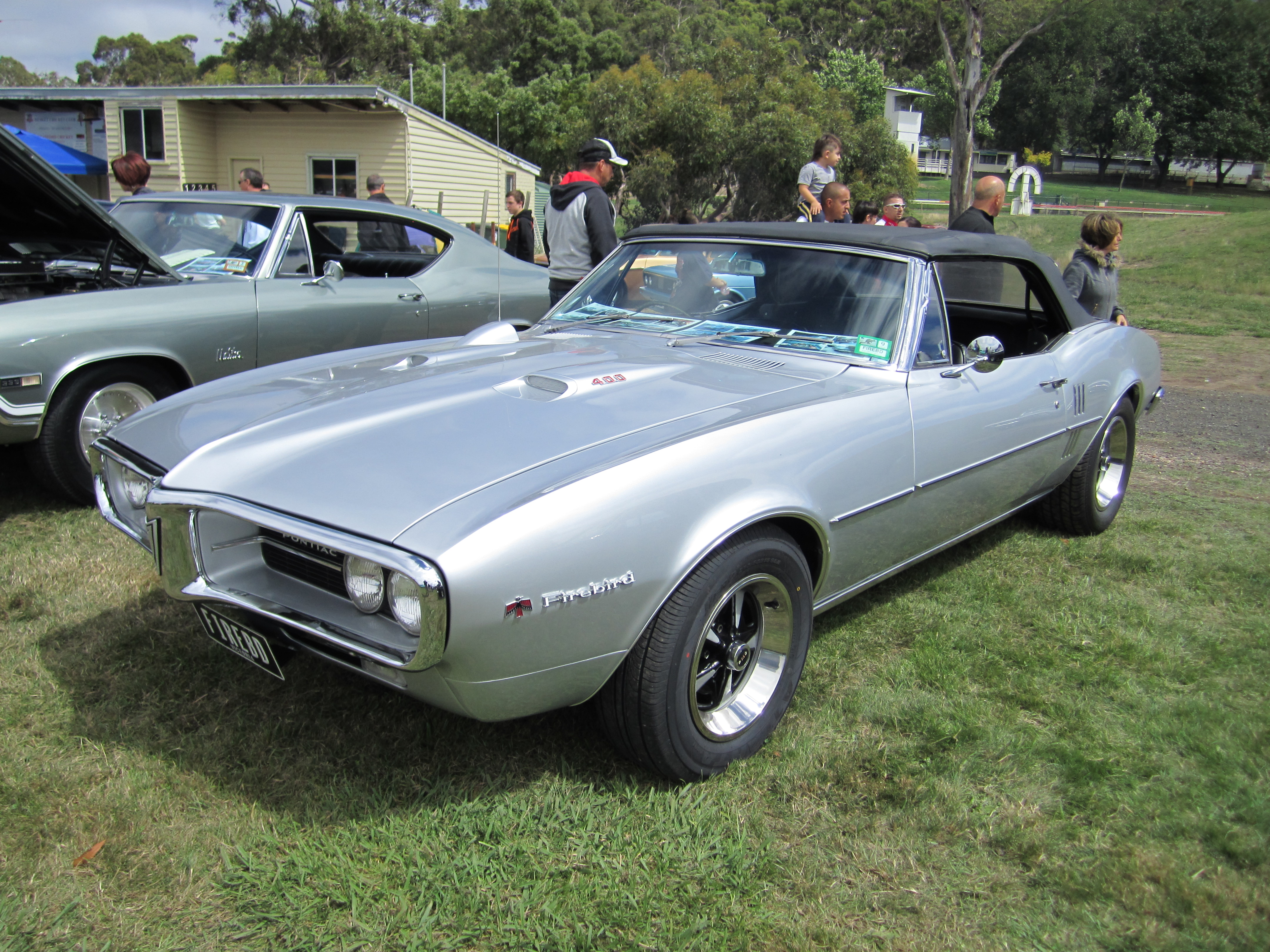
Pontiac Firebird I Cabrio

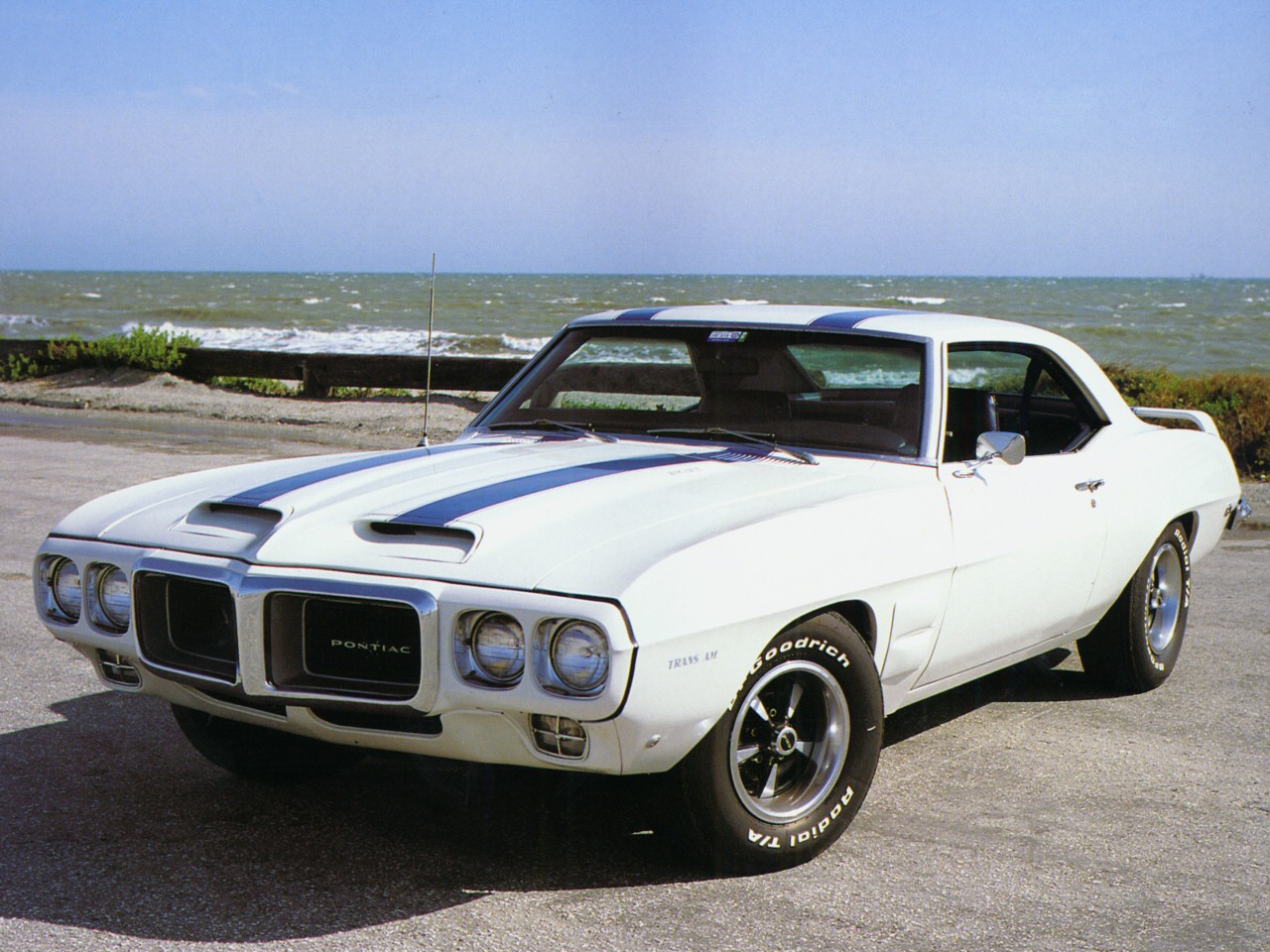
Pontiac Trans Am I

Pontiac Firebird I został zaprezentowany po raz pierwszy w 1967 roku.
Pontiac zaprezentował model Firebird 23 lutego 1967, pół roku po premierze Chevroleta Camaro. Za wygląd nowego modelu, w modnym wówczas stylu coke bottle, odpowiadał John DeLorean. Pomimo zastosowania uniwersalnych, w obu pojazdach, błotników oraz drzwi, Firebirda został upodobniony do pozostałych modeli Pontiaca. Firebird nie wykorzystywał wszystkich podzespołów Chevroleta, pojazdy różniła rama pomocnicza, przednie zawieszenie, Pontiac zastosował wzmocnione resory tylne. Układ przeniesienia napędu Firebirda pochodził z większego Pontiaca GTO. Przez cały roku produkcji występowały dwa warianty nadwozia - coupe typu hardtop oraz kabriolet.

### 1967
Jako bazowe źródło napędu służył silnik R6 o pojemności 3,8 l (230 in³), zasilany jednogardzielowym gaźnikiem, osiągający 178 KM. Była to jednostka OHC 6, opracowana przez Johna DeLoreana, wykorzystująca nowoczesny układ - napędzany paskiem wałek rozrządu nad blokiem silnika. OHC 6 cechował się wysoką kulturą pracy i dużo większą mocą, względem silnika 3,8 OHV montowanego w Chevrolecie Camaro. Mocniejszy wariant jednostki OHC 6 występował w odmianie Sprint, otrzymał on jednak czterogardzielowy gaźnik, poniesiono także stopień sprężania, dzięki czemu moc wzrosła do 218 KM, zaś moment obrotowy do 325 Nm. Sześciocylindrowe silniki były sprzężone z 3-biegową skrzynią ręczną, opcjonalnie występowała skrzynia 4-biegowa, bądź automatyczna o dwóch przełożeniach. Firebird Sprint otrzymał bardziej wytrzymałe sprzęgło oraz kolektor wydechowy o swobodniejszym przepływie. Firebird Sprint był wówczas jedynym modelem marki, oferowany z jednostką napędową Pontiaca na rynku Kanadyjskim. Podstawowy silnik V8 o pojemności 5,3 l (326 in³) również był dostępny w dwóch wariantach - z dwugardzielowym gaźnikiem (253 KM), lub z czterogardzielowym (wersja High Output - H.O) 289 KM. Mocniejszy ośmiocylindrowiec 6,6 l (400 in³) został przejęty z modelu GTO, generował on moc 330 KM. Dostępny był także wysokoobrotowy wariant jednostki 6,6 – Ram Air - z ostrzejszym wałkiem rozrządu i lepszymi zaworami oraz kolektorem wydechowym.

### 1968
Wobec nowej ustawy federalnej o oświetleniu pojazdów, w kolejnym roku modelowym zmieniono położenie kierunkowskazów przednich, dodano także lampy obrysowe za tylnymi błotnikami. Wprowadzono nowe resory osi tylnej z amortyzatorami, opcjonalnie Firebird mógł otrzymać także składane oparcia siedzeń tylnych. Bazowy silnik 3.8 został zastąpiony przez większy 4.1 (250 in³) o mocy 178. Odmiana Sprint 4.1 osiągała 218 KM z przekładnią automatyczną, natomiast z ręczną 230 KM. Jednostka 326 in³ została zastąpiona przez większą 350 in³ (5,7 l) o mocy 265 KM. Nowy silnik występował również w wariancie H.O. z czterogardzielowym gaźnikiem i podwójnym wydechem, osiągając moc 320 KM. Jednostka 400 generowała moc 330 KM, pojawił się również nieznacznie mocniejszy wariant H.O (335 KM). Ram Air o tej samej mocy został zastąpiony przez Ram Air II - 345 KM.

### 1969
W 1969 przeprowadzono znaczną modernizację nadwozia, poprawie uległa ergonomia wnętrza, pojawiły się osłony przeciwsłoneczne oraz system alarmowy, a także układ wspomagania kierownicy o zmiennym przełożeniu.
W marcu 1969 pojawiła się odmiana Trans Am, występująca z silnikiem 400 H.O. lub 400 Ram Air IV o mocy 345 KM. Trans Am wyróżniał się spoilerem oraz nadwoziem w kolorze białym z dwoma niebieskimi pasami, przebiegającymi od klapy tylnej, do chwytów powietrza w masce silnika. Produkcja odmiany Trans Am była niewielka, powstało 689 egzemplarzy z nadwoziem coupe oraz 8 kabrioletów.

### Wielkość produkcji[8]
Z powodu opóźnienia praca nad drugą generacją, model z 1969 roku był sprzedawany dłużej, niż początkowo planowano, doprowadziło to do nieładu w dokumentacji, toteż nie są znane dokładne dane o wielkości produkcji wszystkich odmian silnikowych w ostatnim roku.
|                                         |             | Rok produkcji | Rok produkcji | Rok produkcji |
| 1967                                    | 1968        | 1969          |               |               |
| --------------------------------------- | ----------- | ------------- | ------------- | ------------- |
| Coupe                                   | Coupe       | 67 032        | 90 152        | 74 673        |
| Convertible                             | Convertible | 15 528        | 16 960        | 11 641        |
| Łącznie                                 | Łącznie     | 82 560        | 107 112       | 87 708        |
| Udział jednostek napędowych w produkcji |             |               |               |               |
| Silnik                                  | OHC         | 10 454        | 15 803        | 10 868        |
| Silnik                                  | OHCSprint   | 7 210         | 25 25         | 1 979         |
| Silnik                                  | 326 V-8     | 40 121        |               |               |
| Silnik                                  | 326 H.O.    | 6 078         |               |               |
| Silnik                                  | 350         |               | 61 026        | 56 054        |
| Silnik                                  | 350 H.O.    | 6 422         | 5 127         |               |
| Silnik                                  | 400         | 18 632        | 18 714        | 11 522        |
| Silnik                                  | 400 H.O.    |               | 2 099         | 1 997         |
| Silnik                                  | Ram Air I   | 67            | 413           |               |
| Silnik                                  | Ram Air II  |               | 110           |               |
| Silnik                                  | Ram Air IV  |               | 161           |               |

## Druga generacja

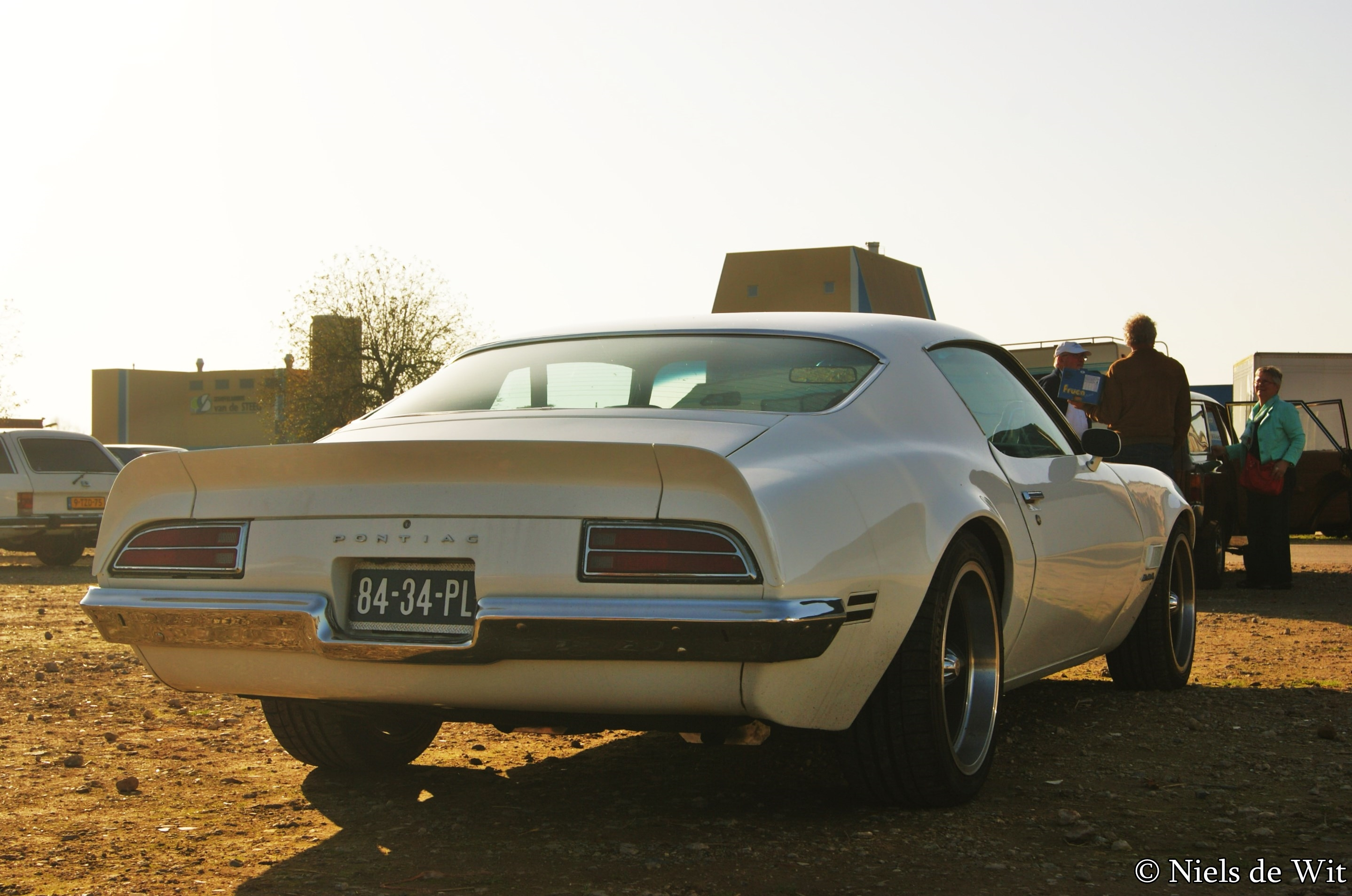
Pontiac Firebird II - tył

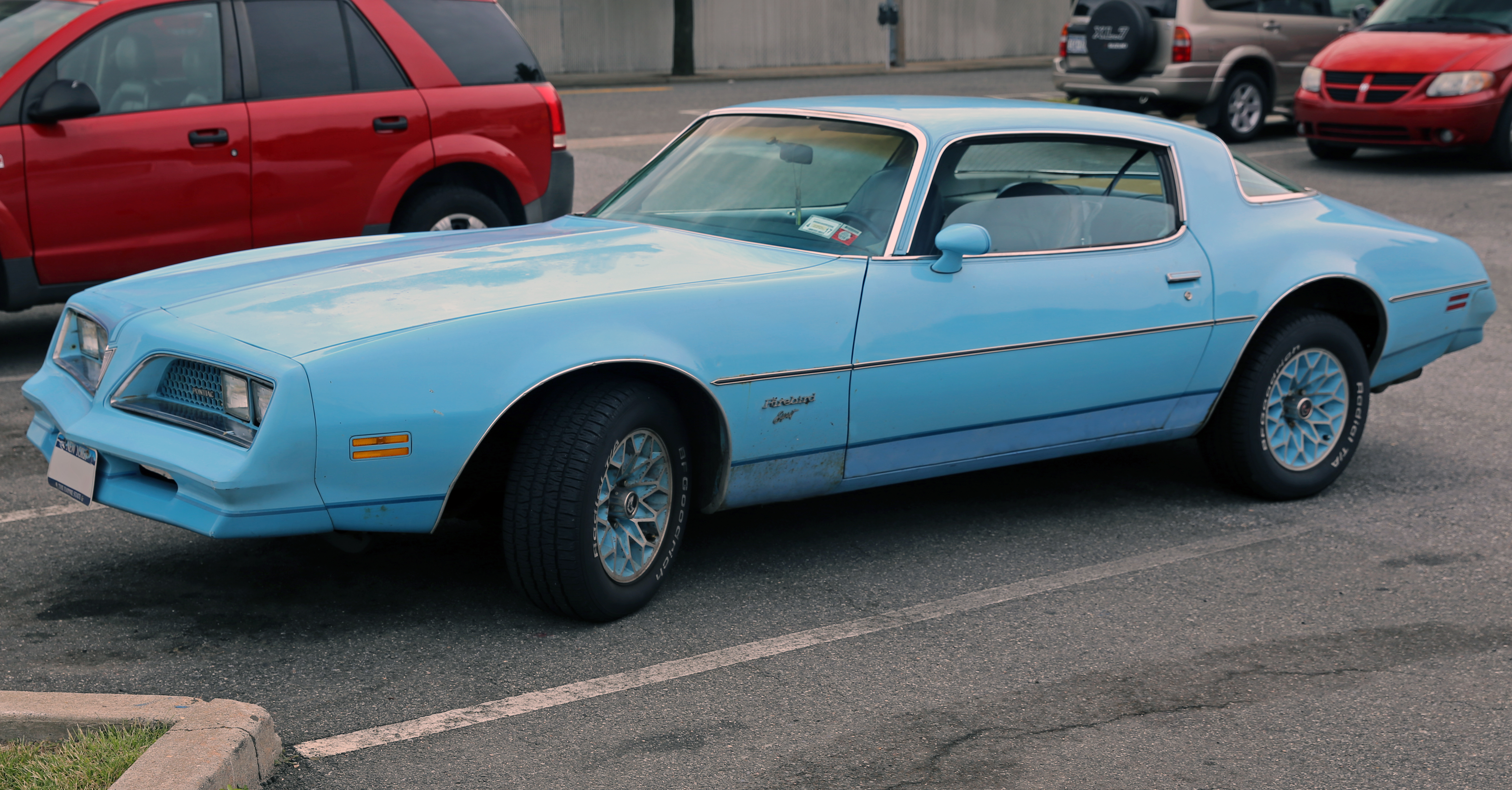
Pontiac Firebird II po drugim liftingu

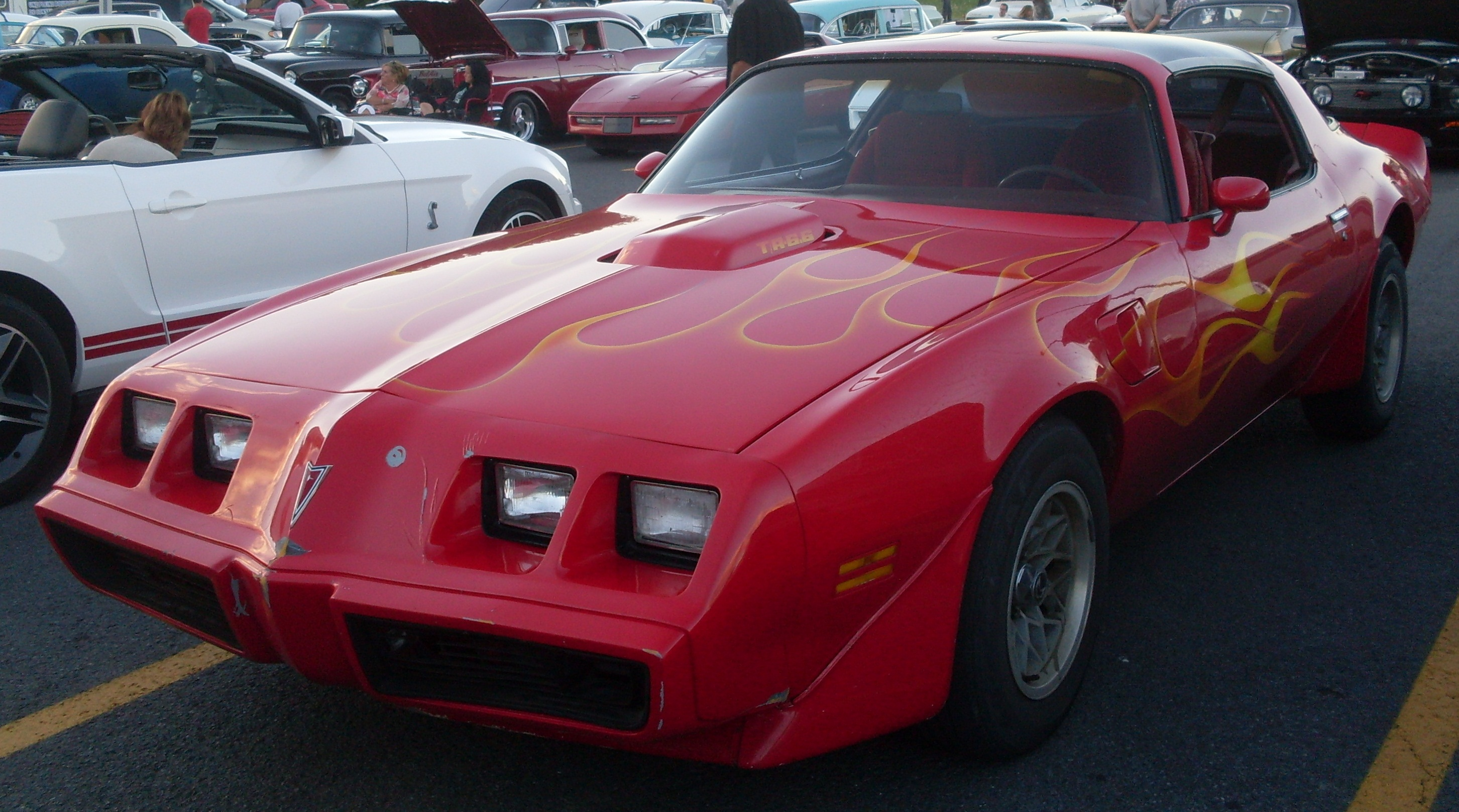
Pontiac Firebird II po trzecim liftingu

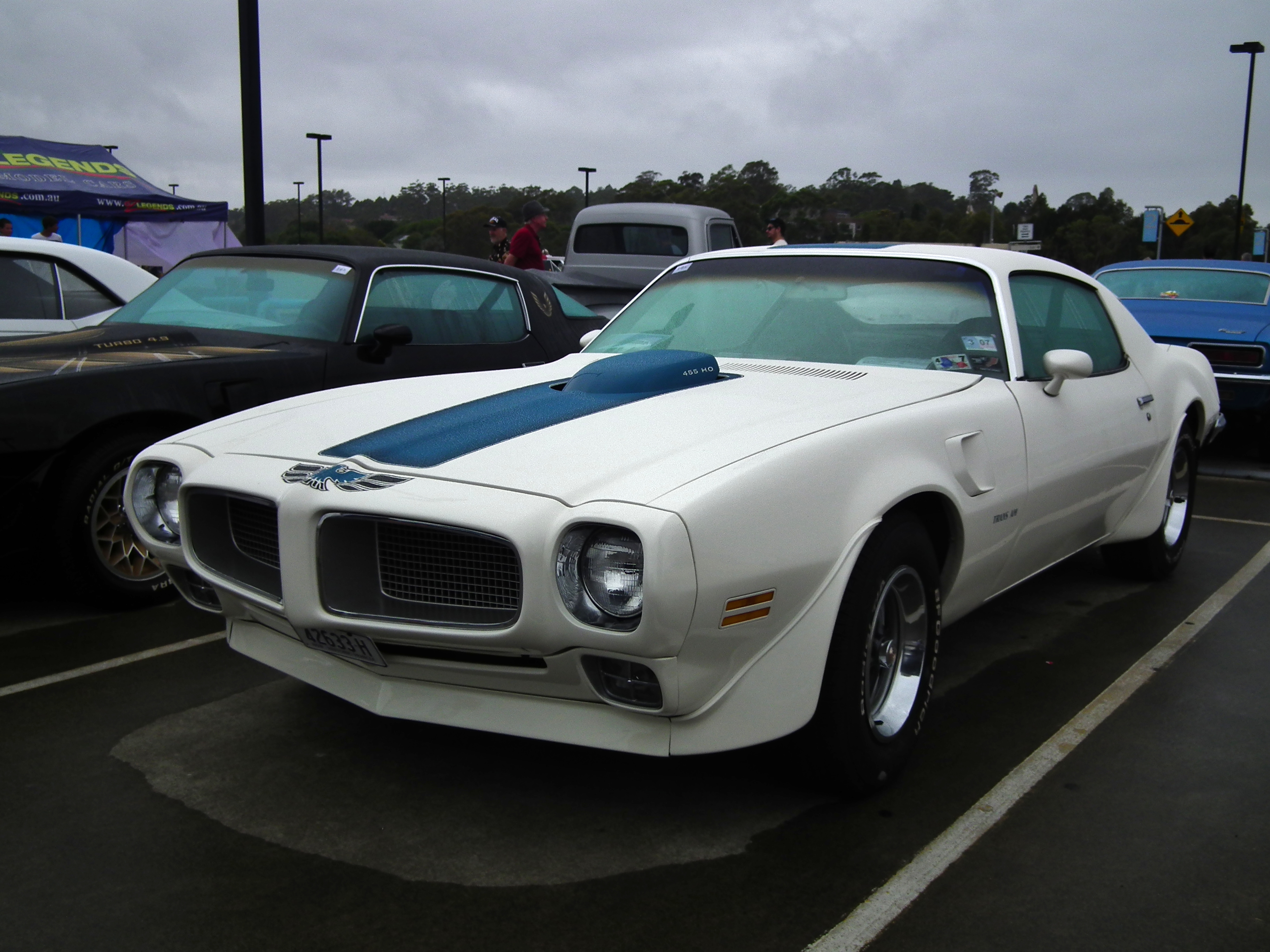
Pontiac Trans Am II

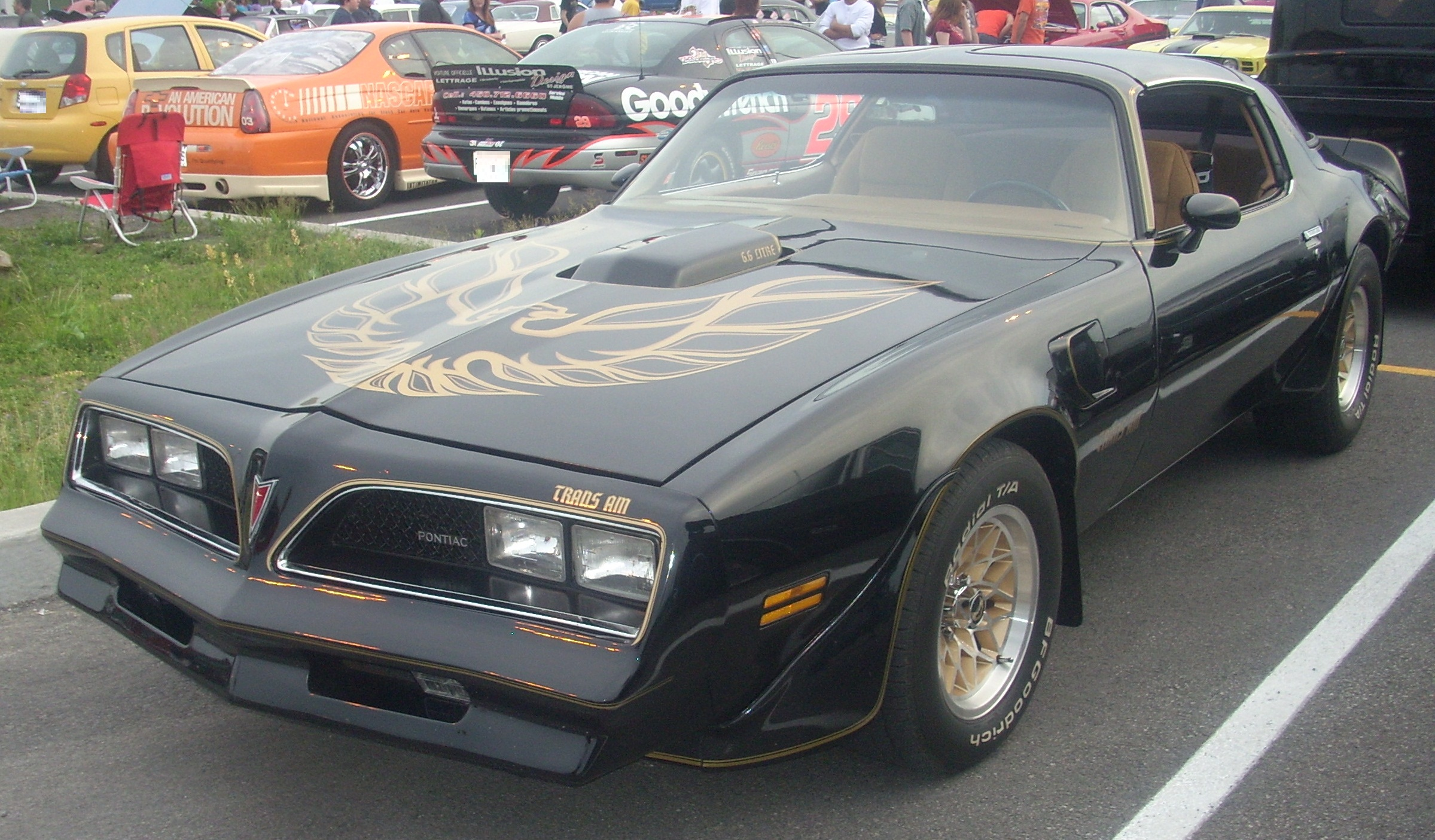
Pontiac Trans Am II po liftingu

Pontiac Firebird II został zaprezentowany po raz pierwszy w 1970 roku.
Debiut drugiej generacji modelu Firebird odbył się w lutym 1970 roku. Nowy pojazd cechował się opływowym nadwoziem typu fastback, z przodu zastosowano pojedyncze reflektory, oraz dzieloną atrapę chłodnicy. Samochód otrzymał zderzaki w kolorze nadwozia, wykonane z gumy Endura. W przypadku drugiej generacji zrezygnowano z produkcji nadwozia typu kabriolet. Ze względu na niewielki popyt Firebird nie otrzymał również silników OHC 6 znanych z poprzedniej generacji, ich miejsce wypełniły słabsze R6 OHV Chevroleta.

### 1970
W pierwszym roku produkcji Firebird występował standardowo z jednostką R6 o pojemności 250 in³ i mocy 157 KM. Odmiana Firebird Esprit była napędzana przez jednostkę 350 in³ o mocy 259 KM. Stosowano także jednostki 400 in³  w wariancie Ram Air III (335 KM) i Ram Air IV (345 KM), współpracujące z przekładniami automatycznymi Turbo Hydra-Matic 350/400 o trzech przełożeniach.

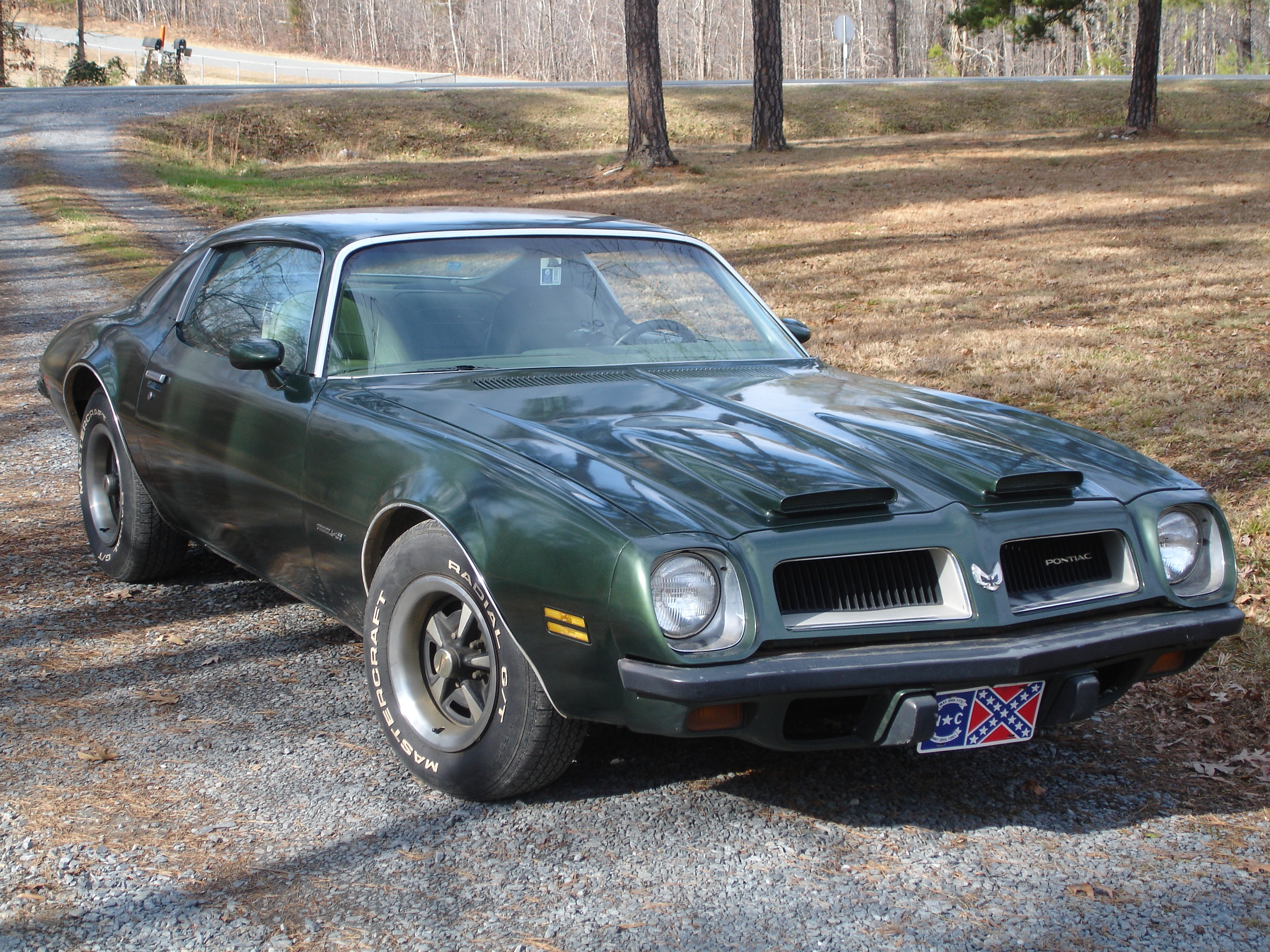
Firebird Formula z roku 1974.

Aby przystosować silniki do zasilania paliwem o niższej zawartości ołowiu, zarząd GM wyznaczył maksymalny stopień sprężania na poziomie 8,5: 1. W roku 1971 wszystkie marki koncernu GM rozpoczęły publikowanie mocy netto zamiast mocy brutto, starając się złagodzić rosnące stawki ubezpieczeniowe w segmencie pony car.
Rocznik 1971 doczekał się kilku niewielkich poprawek technicznych, zastosowano również kubełkowe fotele przednie, kołpaki kół oraz dłuższe drzwi, ułatwiające wsiadanie. Podstawowym źródłem napędu pozostawała sześciocylindrowa jednostka 4,1 l o mocy 147 KM. Esprit występował z jednostką 350 in³ (L30) o mocy 253 KM, która, wykorzystując podwójny układ wydechowy, była także standardem odmiany Formula. Dostępne były również jednostki 400 in³ mocy 304 KM. Odmiana Trans Am otrzymała zupełnie nową jednostkę o pojemności 455 in³ (7,5 l), która występowała w dwóch wariantach - L75 i LS5. Pierwsza z nich legitymowała się mocą 325 KM, zaś LS5 (455 H.O.) osiągała 335 KM. W owym czasie powszechnie podawano moc silnika w normach bhp i whp.
W roku 1972 rynek muscle cars znalazł się w głębokim kryzysie, rozważano zaprzestanie produkcji modelu Firebird. Poziom sprzedaży spadł o prawie połowę w porównaniu z ubiegłym rokiem, jedną z przyczyn był blisko półroczny strajk pracowników fabryki w Norwood. 1100 egzemplarzy zezłomowano jeszcze w fabryce, gdyż nie mogły one spełnić nowych przepisów zderzeniowych. Nowe przepisy federalne wymagały wzmocnienia pasa przedniego. Postępowało obniżanie mocy maksymalnej silników. Firebird dostępny był z jednostkami napędowymi 250 o mocy 112 KM, 350 o mocy 162 KM, lub 177 KM z podwójnym układem wydechowym. Nadal oferowano silniki 400 o mocy 177 KM lub 253 KM oraz 455 (304 KM).
Rocznik 1973 charakteryzował się nieznacznie zmodernizowanym pasem przednim nadwozia z nową atrapą chłodnicy oraz poprawionym zderzakiem Endura spełniającym ostrzejsze normy bezpieczeństwa. Podczas gdy konkurencyjne pojazdy segmentu muscle cars stopniowo wycofywano z produkcji, Pontiac zaoferował mocną jednostkę 455 Super Duty, osiągającą 290 KM. Silnik ten odznaczał się kutymi tłokami, okrągłymi kanałami wydechowymi oraz suchą miską olejową. 455-SD stanowił alternatywne źródło napędu odmian Formula oraz Trans Am, które stały się wówczas najmocniejszymi samochodami drogowymi produkcji amerykańskiej. Słabszy wariant 455 (L-75) osiągał 259 KM i został standardowym źródłem napędu odmiany Trans Am, wycofano natomiast jednostkę 455 H.O. Bazowy R6 250 został osłabiony do mocy 101 KM, 350 generował moc 152 KM. Nieznacznie mocniejszy był 400 – 172 KM.

### 1974
W 1974 roku przeprowadzono modernizację pojazdu, wprowadzono pochylony zderzak przedni z gumowymi ,,kłami", spełniającymi nową ustawę federalną. Ustawa ta wymagała, by po zderzeniu z prędkością 8 km/h, pojazd nie posiadał odkształceń. Obniżono także linię tylnego zderzaka, wszystkie modele otrzymały nowe, innowacyjne lampy tylne, w których zintegrowano światła stopu, cofania oraz kierunkowskazy. Paleta jednostek napędowych obejmowała silniki 250 o niezmienionej mocy, 350 (157 KM), 400 w dwóch wariantach (177 KM lub 228 KM),  455 o mocy 253 KM, oraz 455 Super Duty - 294 KM. Sprzedaż zmodernizowanego modelu wzrosła, zaś mocne jednostki napędowe pozwoliły przetrwać segmentowi muscle car, który został porzucony przez większość producentów.
W modelu z 1975 kierunkowskazy przednie zostały przeniesione ze zderzaka na atrapę chłodnicy. Model ten wyróżniał się tylną szybą, zachodzącą na słupki B, która pozostała niezmieniona do końca produkcji. Wszystkie odmiany silnikowe otrzymały katalizatory, po raz kolejny spadł stopień sprężania większości jednostek. Dostępne silniki to: 250 o mocy 101 KM, 350 o mocy 157 KM,400 o mocy 188 KM. Montaż topowego 455 został wstrzymany, jednak, ze względu na duży popyt, w połowie 1975 roku jednostka ta znów zasiliła paletę silnikową odmiany Trans Am, generowała wówczas moc 203 KM. Produkcja modelu Firebird gwałtownie wzrastała.
Kolejny rocznik cechował się nowymi zderzakami, zarówno przednim, jak i tylnym. Po raz pierwszy wprowadzono do oferty nadwozie z dachem typu targa (T-Top), pojawiły się także edycje limitowane Black Trans Am oraz Gold Trans Am. Firebird w odmianie Formula otrzymał standardową jednostkę 350 z gaźnikiem dwugardzielowym. Wariant z czterogardzielowym gaźnikiem był opcjonalny. Moc jednostek 400 i 455 pozostawała niezmieniona, sześciocylindrowy 250 osiągał 112 KM.

### 1977
Po raz kolejny przeprowadzono gruntowną modernizację modelu Firebird. Model z roku 1977 otrzymał jednoczęściowy zderzak przedni, nową atrapę wlotu powietrza oraz cztery kwadratowe reflektory. Wraz z częstymi zmianami przepisów w zakresie emisji spalin, wydawanie homologacji dla silników z wielu oddziałów GM stało się kosztowne i czasochłonne. W ramach ujednolicenia produkcji, od 1977 roku GM rozpoczęło sukcesywne zmniejszanie typoszeregu jednostek napędowych we wszystkich markach koncernu. Po siedmiu latach produkcji zrezygnowano z jednostki R6 250 opracowanej przez Chevroleta, zastępując ją nowym 231 (3,8 l) V6 konstrukcji Buicka. Choć silnik R6 nie był zbyt popularny, zastąpienie go komercyjną jednostką wywołało mieszane uczucia wśród fanów marki. Wzrost niezadowolenia wywołało pojawienie się ośmiocylindrowych jednostek, opracowanych przez innych producentów. GM zaoferowało nawet program odkupienia samochodów od klientów, którzy nie byli zadowoleni z nowych samochodów.
Wśród jednostek V8, nowością była konstrukcja Pontiaca o pojemności 301 (4,9 l) o mocy 135 KM. Na terenie Kalifornii Firebird oferowany był z nieco większymi 305 V8, konstrukcji Chevroleta. Nadal dostępna była jednostka 350 Pontiaca, w Kalifornii zastąpiona silnikami Oldsmobile o tej samej pojemności. Wciąż dostępne były dwa warianty 6.6 l - podstawy L78, o mocy 180 KM, był standardowym wyposażeniem odmiany Trans Am (opcjonalnie w Formula), nowy W72, dzięki podwójnemu układowi wydechowemu, osiągał 200 KM i był opcją dla odmian Trans Am i Formula. Także te jednostki nie były dostępne w Kalifornii, ich miejsce wypełniał Oldsmobile 403, zakończono natomiast produkcję silników 455.
Pontiac rozpoczął również stosowanie oznaczeń pojemności silników w systemie litrażowym.
Firebird w odmianie Trans Am wystąpił w filmie Mistrz kierownicy ucieka (Smokey and the Bandit), który znacząco zwiększył popularność Firebirda wśród młodych nabywców. Ogółem sprzedano 155 735 egzemplarzy, blisko połowę sprzedaży stanowiła odmiana Trans Am.
Rocznik 1978 różnił się nieznacznie od poprzednika, niewielkie zmiany zaszły w gamie jednostek napędowych. Firebird Esprit występował także w specjalnych odmianach Sky Bird oraz Red Bird, które otrzymały felgi aluminiowe w kolorze nadwozia. Zaprzestano produkcji silników 350 Pontiaca, które zastąpiono konstrukcjami Chevroleta – odpowiednio 305 LG3 oraz 350 LM1. Nadal oferowano odmianę Trans Am z jednostkami 400, moc wariantu W72 wzrosła do 220 KM. Na rynku kalifornijskim wciąż występowała jednostka Oldsmobile 403 (L80). Odmiany Trans Am oraz Formula mogły zostać wyposażone w pakiet WS6, obejmujący większy stabilizator poprzeczny oraz specjalne felgi aluminiowe.

### 1979
Po raz kolejny znacznie zmodernizowano nadwozie. Wlot powietrza został umieszczony pod nowym zderzakiem o klinowym kształcie, zastosowano także nowe lampy tylne na całej szerokości nadwozia, które zostały przyciemnione w odmianach Trans Am oraz Formula. Zaoferowano jubileuszowy model specjalny, przy okazji 10. rocznicy istnienia odmiany Trans Am. Był to także ostatni rok montażu silników 400 Pontiaca (223 KM) i 403 (188 KM) Oldsmobile. W niektórych regionach USA wciąż możliwe było nabycie modelu Firebird z jednostką 350 (157 KM) Chevroleta, który nadal dostarczał mniejsze silniki 305 (135 KM), spełniające zaostrzone normy emisji na terenie Kalifornii. Wzmocniony 301 osiągał 142 KM lub 152 KM, niezmieniona pozostawała moc podstawowego silnika 231 V6.
W 1979 roku odnotowano rekordowy wynik sprzedaży Firebirda, który nigdy nie został pobity, nabywców znalazło aż 211 453 egzemplarze.
Sprzedaż gwałtownie zmalała w roku 1980-tym, głównie za sprawą ogłoszenia przybliżonej daty debiutu kolejnej generacji. Ze względu na coraz większe ograniczenia emisji spalin, zrezygnowano ze stosowania jednostek o dużej pojemności skokowej, pontiac uzupełnił paletę silnikową nowo opracowaną jednostką V8 o pojemności 265 (4,3 l), która była alternatywą silnika 231 V6 o mocy podniesionej do 112 KM. 301 (L37) osiągał 140 KM, mocniejszy W72 (155 KM) standardowo zasilał odmiany Trans Am oraz Formula. W Kalifornii nie była oferowana żadna z jednostek konstrukcji Pontiaca, zaś ich miejsce wypełniał 305 Chevroleta. Uzupełnienie palety stanowiła nowa jednostka 301 Turbo (LU8), osiągająca moc 213 KM oraz moment obrotowy na poziomie 468 N·m. LU8 występował w odmianach Turbo Trans Am oraz Turbo Formula. Doładowanie zapewniała turbosprężarka Garrett TBO-305, silnik charakteryzował się niższym stopniem sprężania, posiadał także kute tłoki, łagodniejszy wałek rozrządu i wysokociśnieniową pompę olejową. Nowością była seria limitowana - Indianapolis 500 Pace Car Edition, bazująca na odmianie Turbo Trans Am. Całkowicie zrezygnowano z przekładni ręcznych, które nie były w stanie spełnić nowych wymogów EPA.
W ostatnim roku produkcji (1981), Trans Am korzystał z niezmienionej palety jednostek zasilanych gaźnikiem sterowanym elektronicznie. Moc silnika 301 Turbo obniżono do 200 KM. Odmiana Esprit nie obejmowała występowała już z pakietem Red Bird oraz Yellow Bird. Wyprodukowano kolejną serię limitowaną, bazującą na samochodzie bezpieczeństwa w wyścigu serii Daytona w 1980 roku. Firebird Daytona Pace Car również bazował na odmianie Turbo Trans Am. Ponownie oferowano ręczną skrzynię biegów o czterech przełożeniach, która współpracowała z silnikiem 305 Chevroleta w odmianach Trans Am oraz Formula.
Jednostki 265 oraz 301 były ostatnimi silnikami V8 konstrukcji Pontiaca, po roku 1981 zostały całkowicie wyparte przez nowo powstałe V8, zbudowane przy współpracy Chevroleta i Oldsmobile.

### Wielkość produkcji
| Model             | Rok produkcji | Rok produkcji | Rok produkcji | Rok produkcji | Rok produkcji | Rok produkcji | Rok produkcji | Rok produkcji | Rok produkcji | Rok produkcji | Rok produkcji | Rok produkcji | Razem     |
| Model             | 1970          | 1971          | 1972          | 1973          | 1974          | 1975          | 1976          | 1977          | 1978          | 1979          | 1980          | 1981          | Razem     |
| ----------------- | ------------- | ------------- | ------------- | ------------- | ------------- | ------------- | ------------- | ------------- | ------------- | ------------- | ------------- | ------------- | --------- |
| Firebird R6       | 3,134         | 2,975         | 1,096         | 1,370         | 7,603         | 22,293        | 21,206        | 30,642        | 32,671        | 38,642        | 29,811        | 20,541        | 290,171   |
| Firebird V8       | 15,740        | 20,047        | 10,905        | 12,726        | 18,769        | 22,293        | 21,206        | 30,642        | 32,671        | 38,642        | 29,811        | 20,541        | 290,171   |
| Firebird Esprit   | 18,961        | 20,185        | 11,415        | 17,299        | 22,583        | 20,826        | 22,252        | 34,548        | 36,926        | 30,853        | 17,277        | 10,938        | 264,073   |
| Firebird Formula  | 7,708         | 7,802         | 5,249         | 10,166        | 14,519        | 13,670        | 20,613        | 21,801        | 24,346        | 24,850        | 9,356         | 5,927         | 172,007   |
| Firebird Trans Am | 3,196         | 2,116         | 1,286         | 4,802         | 10,255        | 27,274        | 46,704        | 68,744        | 93,341        | 117,108       | 50,896        | 33,493        | 459,215   |
| Razem             | 48,739        | 53,124        | 29,951        | 46,313        | 73,729        | 84,063        | 110,775       | 155,735       | 187,287       | 211,453       | 107,340       | 70,899        | 1 179 408 |

## Trzecia generacja

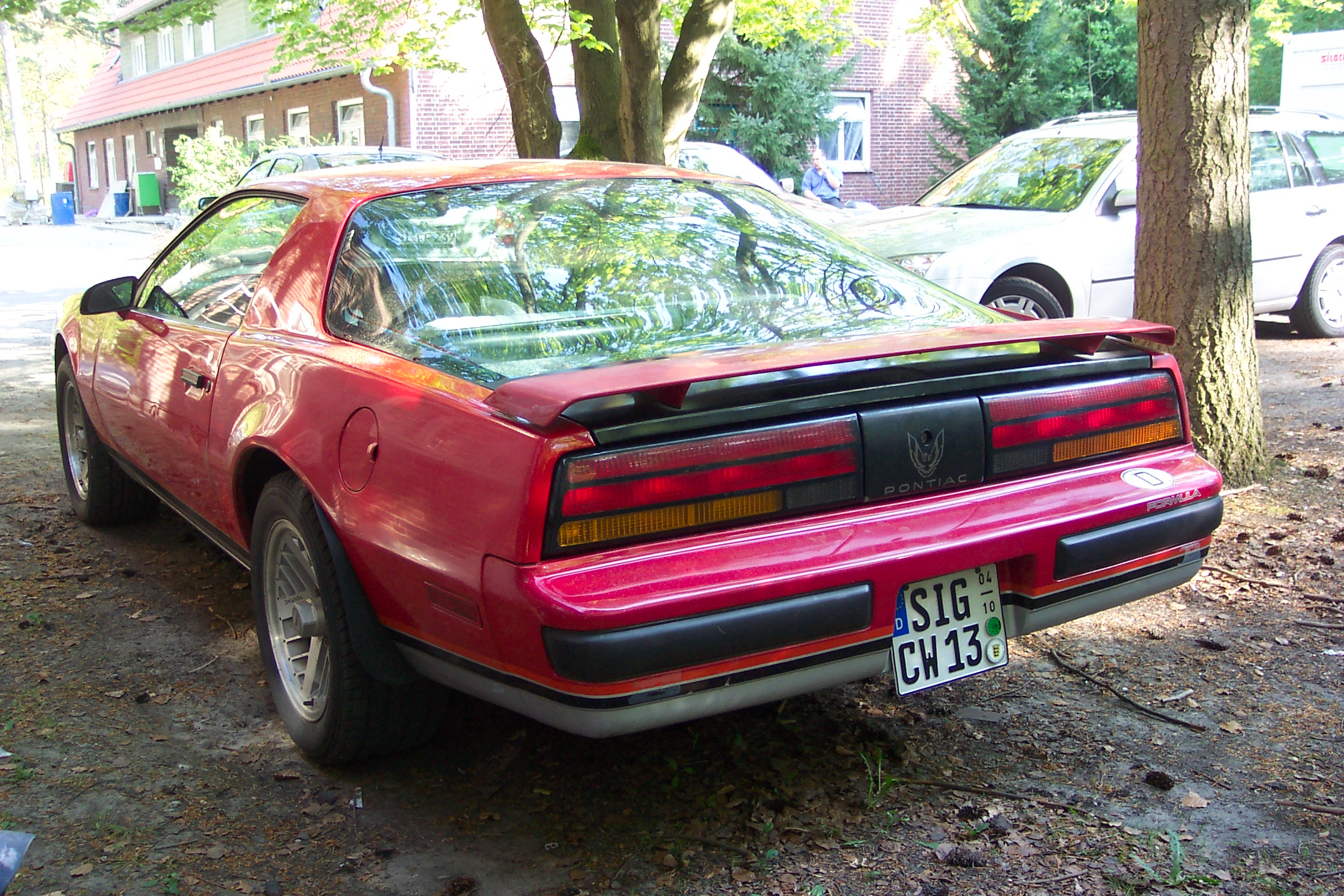
Pontiac Firebird III - tył

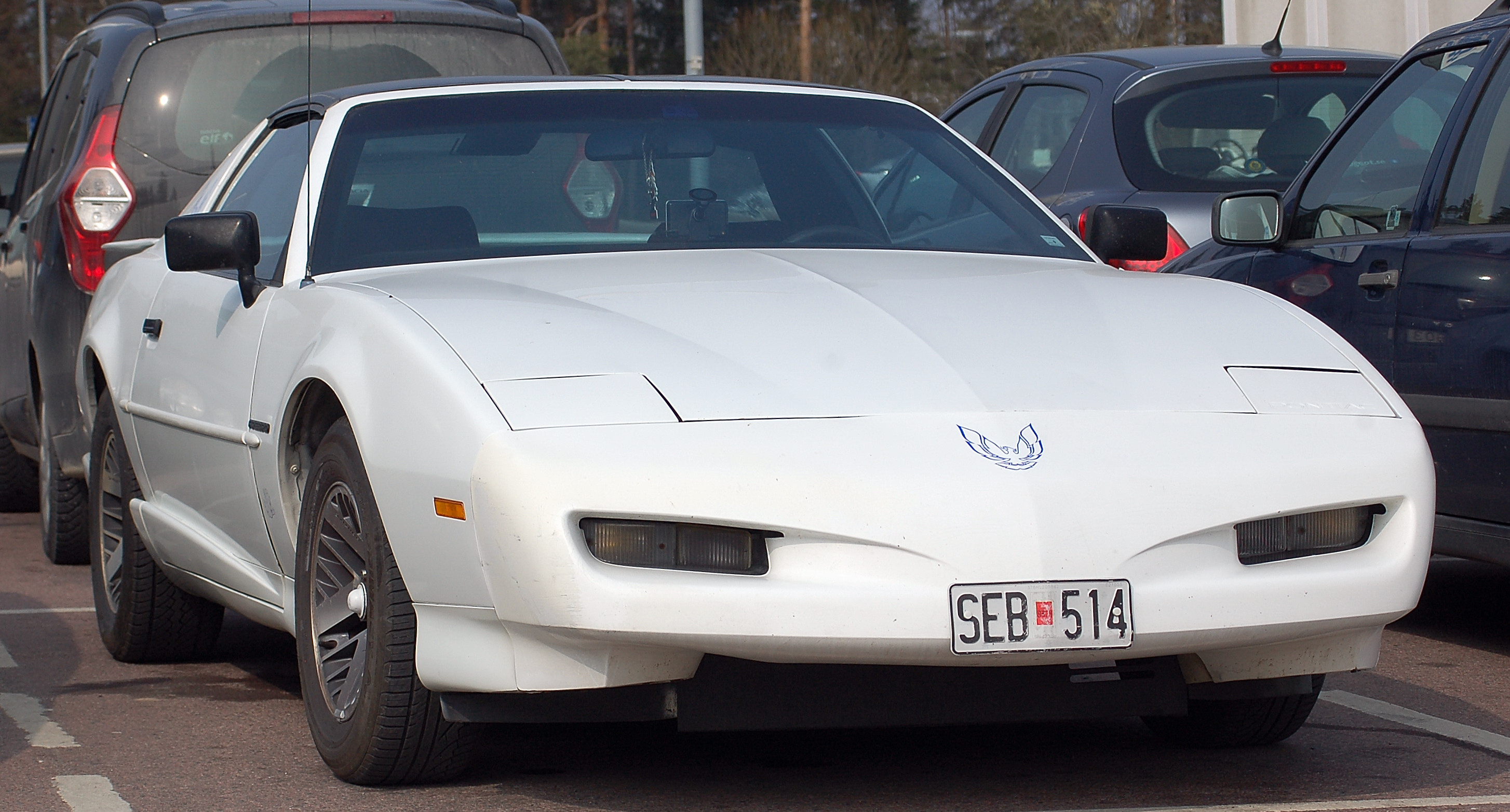
Pontiac Firebird III po liftingu

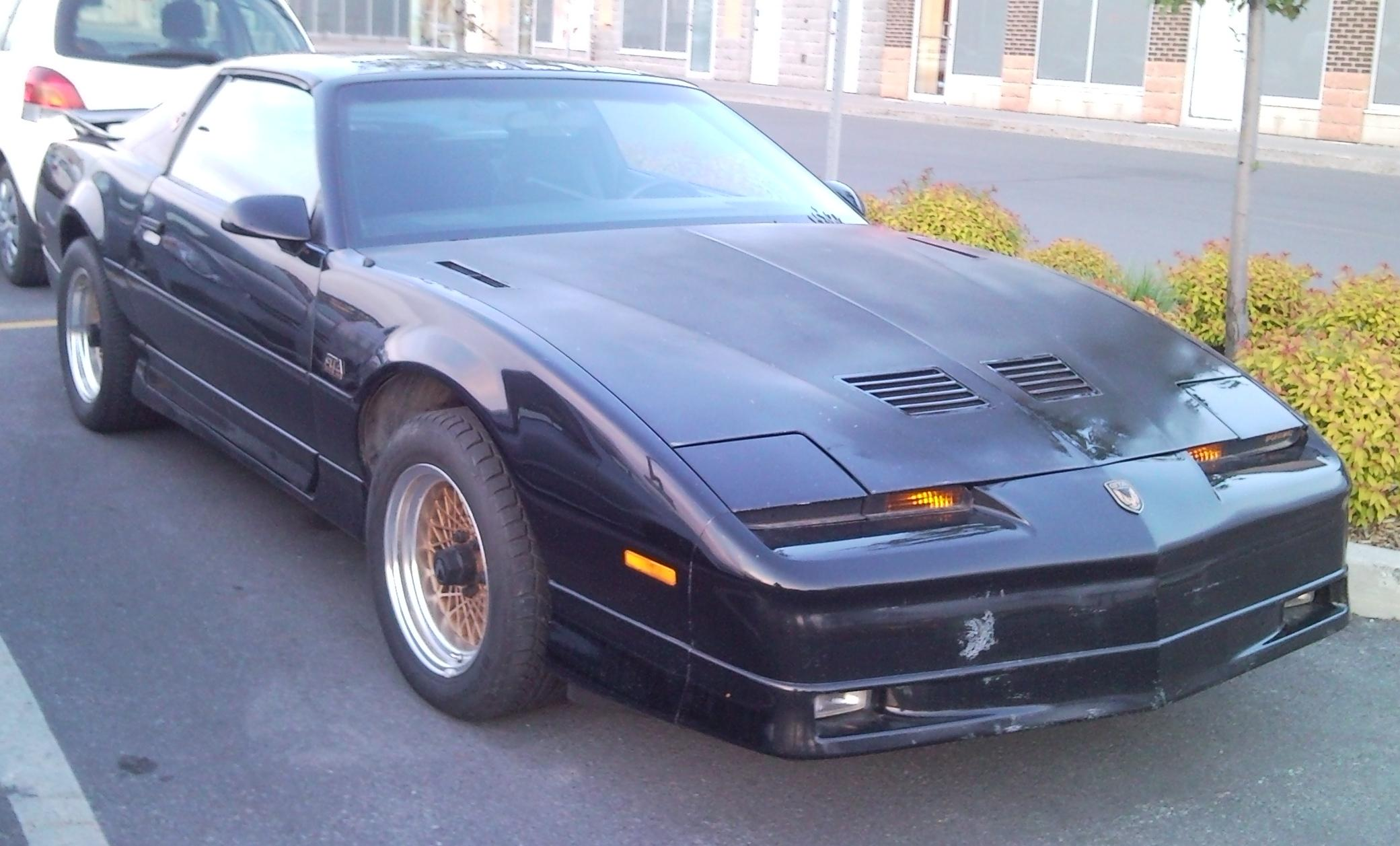
Pontiac Trans Am III

Pontiac Firebird III został zaprezentowany po raz pierwszy w 1982 roku.
W styczniu 1982 roku zaprezentowano trzecią generację Pontiaca Firebird. Nowy Firebird był ok. 225 kg lżejszy od poprzednika, otrzymał też bardzo aerodynamiczne nadwozie typu liftback, z tylną klapą podnoszoną wraz z szybą, a także opływowe lusterka. W porównaniu z Chevroletem Camaro, który adresowany był do bardziej konserwatywnej grupy klientów, Firebird cechował się znacznie agresywniejszą stylistyką. Współczynnik oporu powietrza CD osiągał wartość 0.33 w odmianie podstawowej, czyniąc Firebirda jednym z najbardziej opływowych samochodów w historii motoryzacji. Opływowa karoseria i spadek masy przyczyniły się do zmniejszenia zużycia paliwa i poprawy właściwości jezdnych, które usprawniały również sprężyny śrubowe tylnego zawieszenia oraz kolumny MacPherson na osi przedniej.

### 1982
Firebird trzeciej generacji otrzymał zupełnie paletę jednostek napędowych o różnej pojemności. W celu zmniejszenia emisji spalin zrezygnowano z jednostek 231 V6 oraz 301 V8, z poprzedniego modelu przetrwał jedynie 305 V8 konstrukcji Chevroleta. Podstawową jednostką napędową Firebirda był czterocylindrowy silnik Iron Duke o pojemności 2,5 litra, opracowany przez Pontiaca, oznaczony kodem wewnętrznym LQ9. Za zasilanie paliwem odpowiadał układ monowtryskowy (TPi), na rynku kanadyjskim oferowano także wariant LQ8, zasilany dwugardzielowym gaźnikiem, obie odmiany osiągały moc 90 KM. Jednostki te był późną odpowiedzią GM na czterocylindrowy silnik Forda, 2.3 Pinto, stosowany w Fordzie Mustangu. Współpracując z przekładnią ręczną, Firebird zużywał średnio 10,5 l / 100 km, co było w owym czasie dobrym wynikiem. W praktyce Firebird napędzany jednostką Iron Duke był często krytykowany, głównie ze względu na niewielką moc, zaś w połączeniu z przekładnią automatyczną nie był też oszczędnym pojazdem. Znacznie chętniej wybieranym źródłem napędu był wyposażony w gaźnik LC1 – sześciocylinrowiec o pojemności 2,8 l, opracowany wspólnie przez GM. Silnik 2,8 V6 początkowo generował moc 102 KM. Paletę silnikową zamykały ośmiocylindrowe 305 z rodziny "Small block", które były najliczniej montowanymi jednostkami napędowymi. Początkowo oferowano dwie odmiany silnika V8 – LG4 oraz LU5. Pierwsza z nich wykorzystywała czterogardzielowy gaźnik, legitymując się mocą 145 KM. Odmiana LU5 otrzymała podwójny układ monowtryskowy (Crossfire Injection), co zaowocowało wzrostem mocy do 165 KM. Wszystkie jednostki współpracowały z przekładnią ręczną o czterech przełożeniach, lub z trzystopniową automatyczną.
W pierwszym roku modelowym oferowano 3 standardy wyposażenia: Firebird, Firebird S/E (Special Edition) oraz Trans Am. Firebird S/E posiadał lepsze wyposażenie seryjne, występował w standardzie z sześciocylindrowym silnikiem, za dopłatą mógł otrzymać wszystkie opcje dodatkowe. Trans Am wyróżniał się spoilerem na tylnej klapie oraz przetłoczeniem po lewej stronie maski. Na życzenie klienta, modele S/E oraz Trans AM mogły zostać wyposażone w hamulce tarczowe na wszystkich kołach.
Trans Am występował również z pakietem Recaro, obejmującym sportowo wyprofilowane fotele, tempomat, elektrycznie sterowane lusterka, mechanizm różnicowy o ograniczonym poślizgu, opcjonalnie Recaro Trans Am mógł posiadać aluminiową żaluzję tylnej szyby.

### 1983
W roku 1983 rozpoczęto sprzedaż mocniejszej odmiany V6. Jednostka 2,8 H.O. (High Output) nosiła oznaczenie kodowe LL1 i osiągała moc 125 KM, występowała standardowo w odmianie Firebird S/E na rynku kalifornijskim. Nadal oferowano słabszy wariant silnika 2.8 (LC1), którego moc wzrosła do 107 KM. Podniesiono także moc silnika LG4 (do 150 KM). Przed końcem roku zrezygnowano z montażu skomplikowanych silników LU5, które zastąpiono znacznie prostszymi i mocniejszymi 5.0 H.O. (L69), o mocy 190 KM. L69 wykorzystywał zasilanie w postaci czterogardzielowego gaźnika. Za przeniesienie napędu odpowiadała wyłącznie ręczna przekładnia Borg Warner o pięciu przełożeniach, która zastąpiła skrzynię czterobiegową w pozostałych odmianach, w przypadku jednostek czterocylindrowych wymagała jednak dopłaty. Przekładnia automatyczna o trzech przełożeniach pozostawała standardem jednostek LQ8, LQ9 oraz LC1, opcjonalnie mogła zostać zastąpiona przez czterostopniową, która nie wymagała dopłaty, w przypadku silnika LL1 oraz wszystkich V8. Dla uczczenia 25 rocznicy wyścigu Daytona 500, sprzedano limitowaną serię pojazdów, opatrzonych długą nazwą ,,25th Anniversary Daytona 500 Limited Edition Trans Am". W samochodach zastosowano dwutonowe malowanie w kolorze białym oraz szarym. Nadwozie zdobiły jubileuszowe napisy. Poza charakterystycznym malowaniem, pojazdy otrzymały fotele Recaro, czerwone podświetlenie przyrządów, tempomat oraz pakiet aerodynamiczny w postaci zestawu spoilerów, obniżających linię dachu. Wyprodukowano 2500 pojazdów, z czego około 520 egzemplarzy z przekładnia ręczną.

### 1984
Przez kolejny rok modelowy nie wprowadzano większych zmian. Bazowy motor Iron Duke otrzymał nową głowice, wzrósł także stopień sprężania, co zaowocowało nieznacznym wzrostem mocy (92 KM). Na liście wyposażenia dodatkowego, w modelu Trans Am, znalazł się pakiet Aero. Z okazji 15-lecia modelu Trans Am, wyprodukowano limitowaną serię 1500 egzemplarzy. 15th Anniversary Trans Am wyróżniał się nadwoziem i felgami w kolorze białym oraz niebieskimi akcentami zewnętrznymi.

### 1985
W roku 1985 Firebird przeszedł modernizację. Zmiany zewnętrzne obejmowały nowy zderzak i lampy tylne. Gruntownie przestylizowano wnętrze pojazdu: wprowadzono nową deskę rozdzielczą i konsolę centralną, dzięki czemu wygospodarowano dodatkowy schowek na mapę. Nowe fotele charakteryzowały się lepszym podparciem bocznym, przestylizowano panele drzwi, dźwignię zmiany biegów, kierownicę, poprawiono także system nagłośnienia. Panele dachu targa otrzymały nowe mocowania. Trans Am otrzymał m.in. deskę rozdzielczą z wyświetlaczem cyfrowym oraz przedni zderzak ze zintegrowanymi światłami przeciwmgielnymi. Nowością był mechanizm różnicowy Borg Warner 9. Bazowy Iron Duke został osłabiony do 88 KM. Jednostki 2.8 V6 (LC1 oraz LL1) zostały zastąpione przez LB8. Nowy silnik otrzymał wielopunktowy wtrysk paliwa i generował 135 KM. L69 ustąpił miejsca LB9 o tej samej pojemności. LB9 posiadał zmodyfikowany wtrysk paliwa TPi (Tuned Port Injected). Nowy silnik osiągał 215 KM, występował tylko z przekładnią automatyczną. Nowe zderzaki zaowocowały znaczną poprawą aerodynamiki. Felgi z kołpakami Aero zmniejszały współczynnik oporu powietrza do 0.29, tym samym Firebird osiągnął wynik lepszy niż ówczesny Chevrolet Corvete C4.

### 1986
Zmiana przepisów federalnych w 1986 roku, wymusiła zastosowanie we wszystkich odmianach modelu Firebird centralnie montowanych świateł stopu w górnej części tylnej szyby. Zrezygnowano ze stosowania czterocylindrowych silników - tym samym jednostka LB8 stała się podstawowym źródłem napędu. Był to również ostatni rok montażu wersji S/E, której sprzedaż spadała od drugiego roku produkcji.

### 1987
W obliczu wzrostu zainteresowania samochodami o coraz lepszych osiągach, GM wprowadziło w 1987 roku silnik 5,7L TPi (L98). Dostępny tylko z automatyczną skrzynią biegów, generował on początkowo 225 KM. Nowością był również lepiej wyposażony Trans Am GTA, dostępny z silnikiem L98 oraz mniejszym LB9, który, od tego samego roku, mógł współpracować z przekładnią ręczną. Nadal oferowano niezmienioną jednostkę LG4. Trans Am GTA wyróżniał się 16-calowymi kołami szprychowymi. Reaktywowano odmianę Firebird Formula, którą wyróżniały jednostki napędowe, maska silnika oraz tylny spoiler, zapożyczone z odmiany Trans Am. Formula charakteryzowała się mniejszą masą własną, względem modelu Trans Am, zachowując lepsze właściwości jezdne przy niższej cenie.

### 1988
W 1988 roku LG4 został zastąpiony przez niskoobrotowy LO3, zasilany monowtryskiem i generujący 170 KM. Moc jednostki L98 wzrosła do 230 KM. Nowością była kierownica wielofunkcyjna w modelu Trans AM GTA, opcjonalnie mógł on także otrzymać klapę bagażnika typu ,,notchback", zamiast klapy z dużą tylną szybą. Klapa ,,notchback" została wykonana z włókna szklanego i zmieniała linię nadwozia - posiadała pionową tylną szybę. Odmiany Formula oraz Trans Am mogły otrzymać wyczynowy pakiet 1LE. Modyfikacja ta obejmowała większe tarcze hamulcowe oraz zaciski, aluminiowe półosie oraz zbiorniki paliwa z przegrodami, przekładnię główną o wydajniejszym przełożeniu, mechanizm różnicowy o ograniczonym poślizgu, chłodnica oleju silnikowego i wydajniejszy wydech. Pojazdy te budowano w celu homologacyjnym, na potrzebę wyścigów Showrrom Stock Racing, organizowanych przez SCCA. Wszystkie pojazdy biorące udział w wyścigach musiały być bezwzględnie samochodami produkcyjnymi. Opcja 1LE Pontiaca nie wyróżniała się zewnętrznie w żaden sposób. Podobnie jak Camaro, Firebird w odmianach Trans Am / Formula 1LE nie był wówczas znany przez prasę, w 1988 roku sprzedano 3 egzemplarze.

### 1989
W kolejnym roku wprowadzono większe tarcze hamulcowe oraz zaciski na osi tylnej. W związku z licznymi kradzieżami nowych modeli Firebird, wprowadzono system zabezpieczeń (VATS), znany z Cadillaca. VATS zmniejszał ryzyko uruchomienia pojazdu przy użyciu nieoryginalnego klucza - w fabrycznym kluczu zabudowano rezystor, który umożliwiał przepływ prądu przez stacyjkę. Samochody wyposażone w system VATS posiadały napisy ostrzegające potencjalnego włamywacza w narożnikach tylnych szyb. Nowością był odtwarzacz CD oraz podwójne katalizatory, zwiększające moc silników LB9 i L98 do 13%, które były standardem w przypadku odmiany 1LE.  Wprowadzono do sprzedaży model Turbo Trans Am, będący repliką pojazdu, który wziął udział w wyścigu Indianapolis 500 jako samochód bezpieczeństwa. Turbo Trans Am został wyposażony w turbodoładowaną jednostkę 3.8 V6 (LC2), opracowaną przez Buicka. Silnik LC2 wykorzystywał sekwencyjny wtrysk paliwa (SFi). Turbo Trans Am występował wyłącznie z przekładnią automatyczną i tylko w kolorze białym. Zbudowano 1555 egzemplarzy, w tym 5 pojazdów testowych.

### 1990
Od 1990 roku poduszka powietrzna kierowcy znalazła się na liście wyposażenia standardowego, tym samym wnętrze Firebirda zostało nieznacznie przeprojektowane. Podstawowa jednostka LB8 została zastąpiona przez większy LH0 o pojemności 3,1 l. Nowy sześciocylindrowiec posiadał mniejszy stopień sprężania od poprzednika i generował moc 140 KM. Wzrosła natomiast kompresja topowego L98, zaowocowało to wzrostem mocy do 245 KM. Po dwóch latach od pojawienia się odmian 1LE, czasopisma motoryzacyjne oraz przedstawiciele handlowi przedstawili modyfikację szerszej publiczności.

### 1991
W 1991 przeprowadzono facelifting, który korzystnie wpłynął na wyniki sprzedaży. Zmianie uległ pas przedni, spoilery tylne oraz boczne, a także tylny zderzak. Trans Am otrzymał nowe światła tylne oraz spojlery skrzydełkowe z włókna szklanego, które występowały także w odmianie Formula. Silnik L98 występował standardowo z podwójnym katalizatorem. Po raz pierwszy, od 1969, wprowadzono model Firebird z nadwoziem kabriolet, dostępny w odmianie bazowej oraz Trans Am. Kabriolety były oficjalnie montowane przez warsztaty American Specialty Cars, które już wcześniej podejmowały się przebudowy modeli Firebird, znajdujących się w rękach prywatnych.

### 1992
1992 był ostatnim rokiem produkcyjnym trzeciej generacji modelu Firebird. Wprowadzono niewielkie zmiany w oznakowaniu pojazdu. Sprzedaż spadła o blisko połowę, nieznacznie wzrosło zainteresowanie odmianą Convertible. Dużą część produkcji stanowiła jednostka L98, którą wycofano z palety Chevroleta Corvette. 25 egzemplarzy modelu Firebird Formula zostało zmodyfikowanych przez firmę Street Legal Performance, z siedzibą w Toms River. SLP było w owym czasie renomowanym tunerem pojazdów koncernu GM. Układ wtryskowy został zmodyfikowany, zastosowano kolektory wydechowe ze stali nierdzewnej oraz 6 biegową skrzynie manualną ZF6, znaną z Chevroleta Corvette. Za dopłatą Firehawk otrzymywał wentylowane tarcze hamulcowe o średnicy 13 cali, czterotłoczkowe zaciski hamulców na osi przedniej, pięciopunktowe pasy oraz klatkę bezpieczeństwa. Firehawk wykorzystywał silniki 5.7 TPi, generujący moc 350 KM oraz moment obrotowy wynoszący 529 NM.

### Dane techniczne
| Model             | Kod silnika | Jednostka napędowa         | Silnik Układ / liczba cylindrów / rozrząd / liczba zaworów | Pojemność skokowa (cm3) | Średnica cyl. x skok tłoka (mm) | Zasilanie paliwem    | Moc (KM / obr./min) | Moment obr. (N•m przy obr./min) | Stopień sprężania | Skrzynia biegów          | Przyśpieszenie 0 -100 km/h (s) | Prędkość maks. (km/h) | Lata produkcji |
| ----------------- | ----------- | -------------------------- | ---------------------------------------------------------- | ----------------------- | ------------------------------- | -------------------- | ------------------- | ------------------------------- | ----------------- | ------------------------ | ------------------------------ | --------------------- | -------------- |
| Firebird          | LQ9         | Pontiac Iron Duke          | R4 OHV; 8v                                                 | 2471                    | 101,6 × 76,2                    | Monowtrysk           | 90 / 4000           | 181 / 2400                      | 8,2 : 1           | 4 – biegowa ręczna       | 14,7                           | 160                   | 1982 – 1983    |
| Firebird          | LQ9         | Pontiac Iron Duke          | R4 OHV; 8v                                                 | 2471                    | 101,6 × 76,2                    | Monowtrysk           | 92 / 4000           | 182 / 2800                      | 8,2 : 1           | 5 – biegowa ręczna       | 13,8                           | 168                   | 1983 – 1985    |
| Firebird          | LQ9         | Pontiac Iron Duke          | R4 OHV; 8v                                                 | 2471                    | 101,6 × 76,2                    | Monowtrysk           | 88 / 4400           | 179 / 2800                      | 9 : 1             | 5 – biegowa ręczna       | 13,9                           | 171                   | 1985 – 1986    |
| Firebird S/E V6   | LC1         | GM V6                      | V6 OHV; 12v                                                | 2838                    | 88,9 x 76,2                     | Gaźnik 2-gardzielowy | 102 / 4800          | 193 / 2400                      | 8,5 : 1           | 4 – biegowa ręczna       | 12,7                           | 180                   | 1982 – 1982    |
| Firebird S/E V6   | LB8         | GM V6                      | V6 OHV; 12v                                                | 2838                    | 88,9 x 76,2                     | Wtrysk wielopunktowy | 135 / 5100          | 223 / 3600                      | 8,9 : 1           | 5 – biegowa ręczna       | 10,3                           | 199                   | 1985 – 1989    |
| Firebird V6       | LH0         | GM V6                      | V6 OHV; 12v                                                | 3128                    | 88,9 × 84                       | Wtrysk wielopunktowy | 141 / 4400          | 244 / 366                       | 8,5 : 1           | 5 – biegowa ręczna       | 9,9                            | 200                   | 1990 – 1992    |
| Turbo Trans Am    | LC2         | Buick V6                   | V6 OHV; 12v                                                | 3791                    | 96,5 × 86,4                     | Wtrysk sekwencyjny   | 250 / 4400          | 461 / 2800                      | 8 : 1             | 4 – biegowa automatyczna | 4,7                            | 246                   | 1989 – 1989    |
| Trans Am 5.0      | LG4         | Chevrolet ,,small - block" | V8 OHV; 16v                                                | 5013                    | 95 × 88,4                       | Gaźnik 4-gardzielowy | 145 / 4000          | 323 / 2200                      | 8,6 : 1           | 5 – biegowa ręczna       | b.d.                           | 201                   | 1982 – 1983    |
| Trans Am 5.0 H.O. | L69         | Chevrolet ,,small - block" | V8 OHV; 16v                                                | 5013                    | 95 × 88,4                       | Gaźnik 4-gardzielowy | 190 / 4800          | 325 / 3200                      | 9,5 : 1           | 5 – biegowa ręczna       | 8,7                            | 205                   | 1983 – 1986    |
| Formula 350 TPi   | L98         | Chevrolet ,,small - block" | V8 OHV; 16v                                                | 5733                    | 101,6 × 88,4                    | Wtrysk wielopunktowy | 235 / 4400          | 448 / 3200                      | 9,3 : 1           | 4 – biegowa automatyczna | 6,6                            | b.d.                  | 1989 – 1990    |
| Firehawk          | L98         | Chevrolet ,,small - block" | V8 OHV; 16v                                                | 5733                    | 101,6 × 88,4                    | Wtrysk wielopunktowy | 355 / 5500          | 529 / 4400                      | 9,3 : 1           | 6 – biegowa ręczna       | 4,6                            | 258                   | 1992           |

## Czwarta generacja

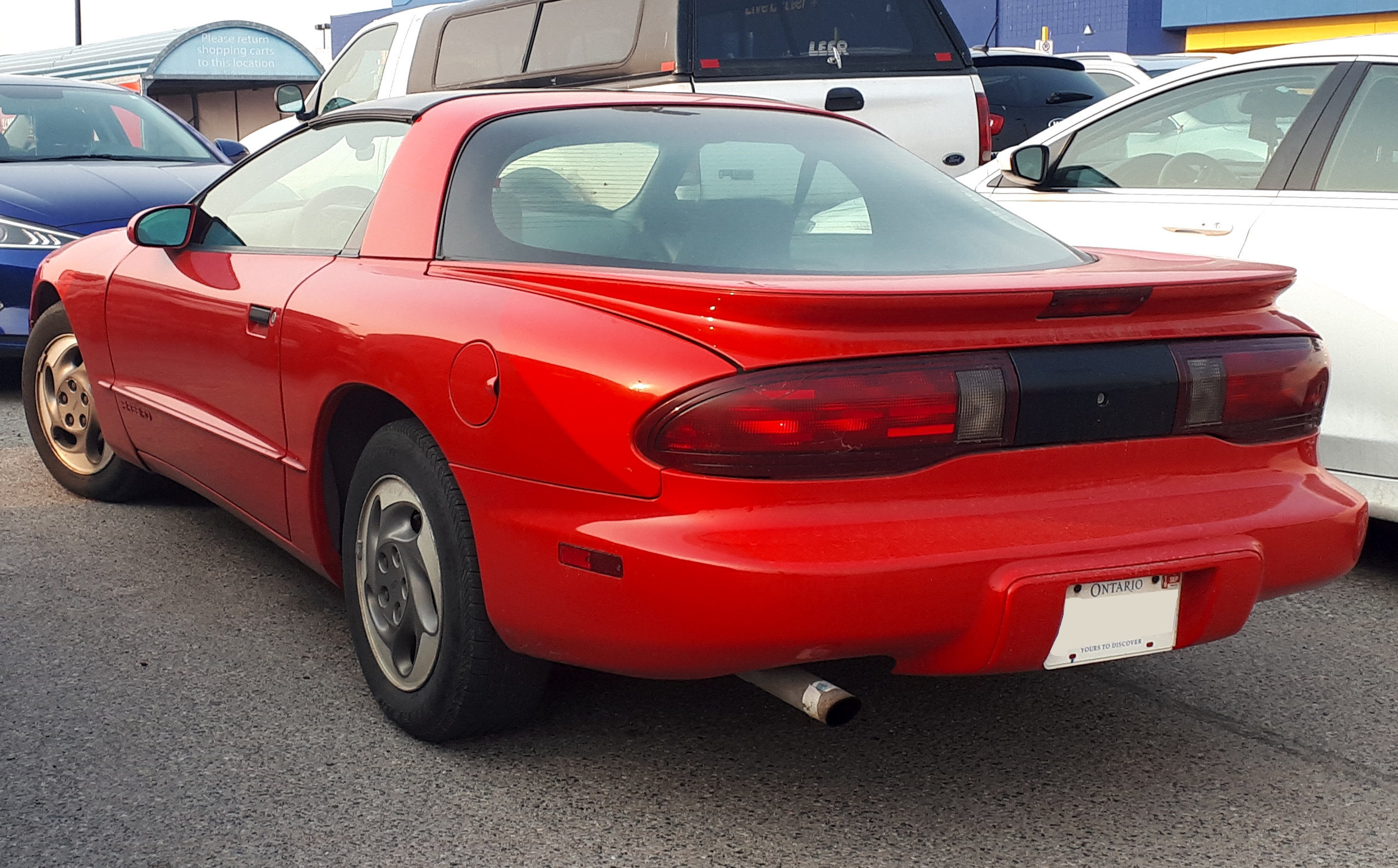
Pontiac Firebird IV - tył

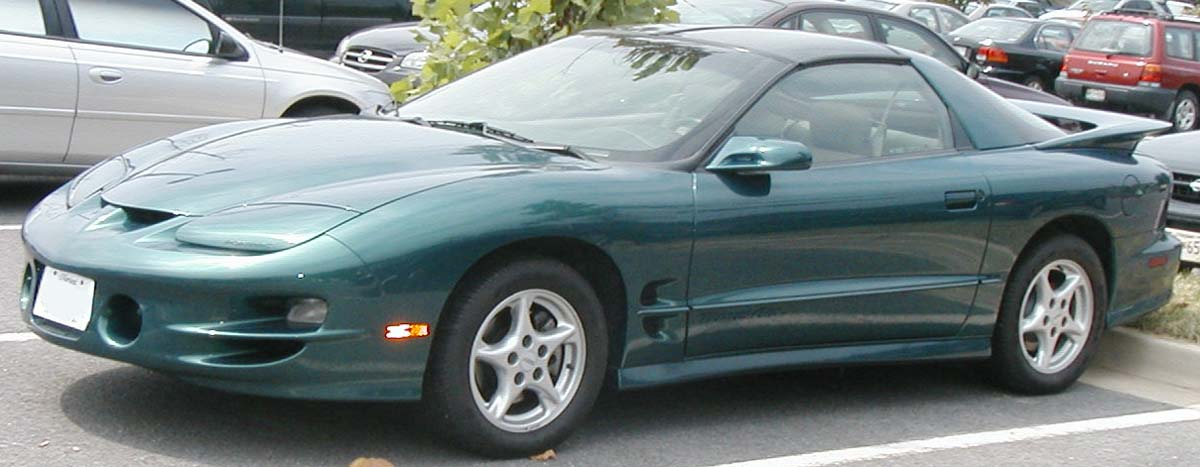
Pontiac Firebird IV po liftingu

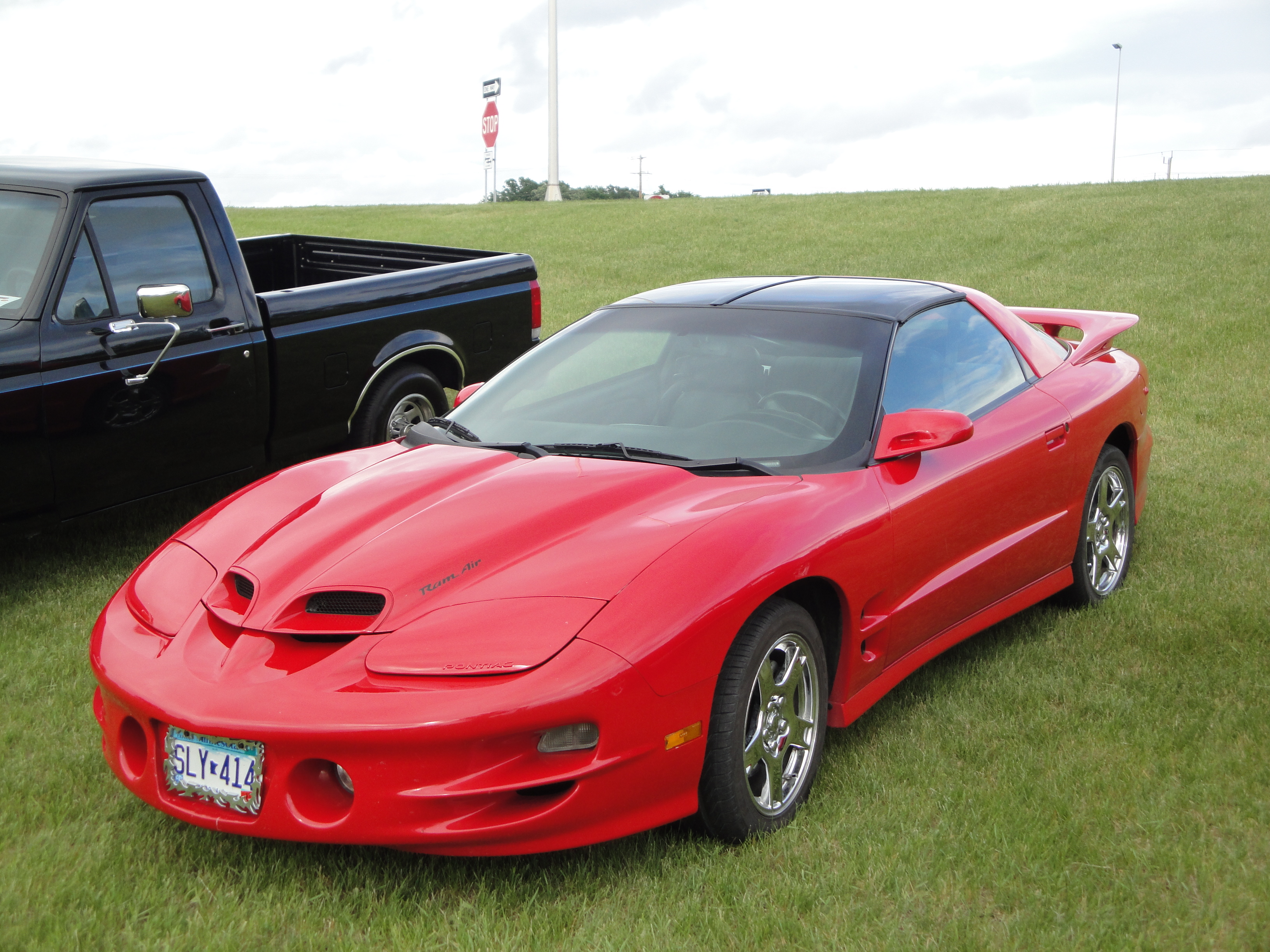
Pontiac Trans Am IV po liftingu

Pontiac Firebird IV został zaprezentowany po raz pierwszy w 1992 roku.
Czwarta i ostatnia generacja Pontiaka Firebird zastąpiła produkowanego wówczas od 10 lat poprzednika, przyjmując zupełnie nową koncepcję. Razem z bliźniaczym Chevroletem Camaro, Firebird powstał na płycie podłogowej General Motors o nazwie F-body. Samochód stał się przez to wyraźnie dłuższy, co korelowało ze smukłą i aerodynamiczną sylwetką. Charakterystycznym elementem stylistki ponownie stały się chowane przednie reflektory, a także zaokrąglona tylna szyba podnoszona z klapą bagażnika.

### Lifting
W 1999 roku Pontiac Firebird IV przeszedł gruntowną modernizację - pojawił się zupełnie nowy pas przedni, gdzie zrezygnowano z kantów na rzecz bardziej strzelistych kształtów i większej ilości przetłoczeń.

### Trans Am
Po raz czwarty i ostatni ofertę Pontiaca Firebird wzbogaciła w 1992 roku także sportowa, droższa odmiana Trans Am. Była ona oferowana równolegle do końca produkcji w 2002 roku i wyróżniała się innymi jednostkami napędowymi, jak i drobnymi modyfikacjami wizualnymi.

### Silniki
- V6 3.4l L32
- V6 3.8l L36
- V8 5.7l LT1
- V8 5.7l LS1

## Firebird w popkulturze
- W roku 1977 Pontiac Trans Am był wykorzystany w filmie „Mistrz kierownicy ucieka” (Smokey and the Bandit)[66].
- KITT, samochód głównego bohatera serialu Nieustraszony, był zmodyfikowanym Pontiakiem Trans Am III[67].